# Settimana Internazionale di Coppi e Bartali 2004
La Settimana Internazionale di Coppi e Bartali 2004, diciannovesima edizione della corsa e quarta con questa denominazione, si svolse dal 24 al 28 marzo su un percorso di 804 km ripartiti in 6 tappe, con partenza a Riccione e arrivo a Sassuolo. Fu vinta dall'italiano Giuliano Figueras della Ceramiche Panaria-Margres davanti ai suoi connazionali Mirko Celestino e Michele Scarponi.

## Tappe
| Tappa  | Data     | Percorso                                              | km    | Vincitore di tappa | Leader cl. generale |
| ------ | -------- | ----------------------------------------------------- | ----- | ------------------ | ------------------- |
| 1ª     | 24 marzo | Riccione > Riccione                                   | 84,8  | Graziano Gasparre  | Graziano Gasparre   |
| 2ª     | 24 marzo | Misano Adriatico > Misano Adriatico (cron. a squadre) | 10,7  | Fassa Bortolo      | Marco Velo          |
| 3ª     | 25 marzo | Riccione > Faenza                                     | 206,9 | Mirko Celestino    | Mirko Celestino     |
| 4ª     | 26 marzo | Finale Emilia > Scandiano                             | 175,5 | Crescenzo D'Amore  | Mirko Celestino     |
| 5ª     | 27 marzo | Casalgrande > Pavullo nel Frignano                    | 156,5 | Michele Scarponi   | Mirko Celestino     |
| 6ª     | 28 marzo | Castellarano > Sassuolo                               | 170,3 | Ruggero Marzoli    | Giuliano Figueras   |
| Totale | Totale   | Totale                                                | 804   |                    |                     |

## Dettagli delle tappe

### 1ª tappa
- 24 marzo: Riccione > Riccione – 84,8 km

| Pos. | Corridore         | Squadra      | Tempo    |
| ---- | ----------------- | ------------ | -------- |
| 1    | Graziano Gasparre | De Nardi     | 2h08'27" |
| 2    | Crescenzo D'Amore | Acqua & Sap. | s.t.     |
| 3    | Marlon Pérez      | Colombia     | s.t.     |

| Pos. | Corridore         | Squadra      | Tempo    |
| ---- | ----------------- | ------------ | -------- |
| 1    | Graziano Gasparre | De Nardi     | 2h08'27" |
| 2    | Crescenzo D'Amore | Acqua & Sap. | s.t.     |
| 3    | Marlon Pérez      | Colombia     | s.t.     |

### 2ª tappa
- 24 marzo: Misano Adriatico > Misano Adriatico (cron. a squadre) – 10,7 km

| Pos. | Squadra       | Tempo  |
| ---- | ------------- | ------ |
| 1    | Fassa Bortolo | 12'55" |
| 2    | Lampre        | a 1"   |
| 3    | Panaria       | a 4"   |

| Pos. | Corridore           | Squadra       | Tempo    |
| ---- | ------------------- | ------------- | -------- |
| 1    | Marco Velo          | Fassa Bortolo | 2h21'22" |
| 2    | Gustav Erik Larsson | Fassa Bortolo | s.t.     |
| 3    | Matteo Tosatto      | Fassa Bortolo | s.t.     |

### 3ª tappa
- 25 marzo: Riccione > Faenza – 206,9 km

| Pos. | Corridore         | Squadra      | Tempo    |
| ---- | ----------------- | ------------ | -------- |
| 1    | Mirko Celestino   | Saeco        | 6h07'14" |
| 2    | Ruggero Marzoli   | Acqua & Sap. | s.t.     |
| 3    | Giuliano Figueras | Panaria      | s.t.     |

| Pos. | Corridore            | Squadra | Tempo    |
| ---- | -------------------- | ------- | -------- |
| 1    | Mirko Celestino      | Saeco   | 8h28'31" |
| 2    | Giuliano Figueras    | Panaria | a 5"     |
| 3    | Leonardo Bertagnolli | Saeco   | a 10"    |

### 4ª tappa
- 26 marzo: Finale Emilia > Scandiano – 175,5 km

| Pos. | Corridore         | Squadra       | Tempo    |
| ---- | ----------------- | ------------- | -------- |
| 1    | Crescenzo D'Amore | Acqua & Sap.  | 4h22'06" |
| 2    | Ján Svorada       | Lampre        | s.t.     |
| 3    | Guido Trenti      | Fassa Bortolo | s.t.     |

| Pos. | Corridore            | Squadra | Tempo     |
| ---- | -------------------- | ------- | --------- |
| 1    | Mirko Celestino      | Saeco   | 12h50'37" |
| 2    | Giuliano Figueras    | Panaria | a 5"      |
| 3    | Leonardo Bertagnolli | Saeco   | a 10"     |

### 5ª tappa
- 27 marzo: Casalgrande > Pavullo nel Frignano – 156,5 km

| Pos. | Corridore        | Squadra       | Tempo    |
| ---- | ---------------- | ------------- | -------- |
| 1    | Michele Scarponi | Domina V.     | 3h57'32" |
| 2    | Filippo Simeoni  | Domina V.     | a 3"     |
| 3    | Alberto Ongarato | Fassa Bortolo | a 4"     |

| Pos. | Corridore         | Squadra   | Tempo     |
| ---- | ----------------- | --------- | --------- |
| 1    | Mirko Celestino   | Saeco     | 12h50'37" |
| 2    | Michele Scarponi  | Domina V. | s.t.      |
| 3    | Giuliano Figueras | Panaria   | a 5"      |

### 6ª tappa
- 28 marzo: Castellarano > Sassuolo – 170,3 km

| Pos. | Corridore         | Squadra      | Tempo    |
| ---- | ----------------- | ------------ | -------- |
| 1    | Ruggero Marzoli   | Acqua & Sap. | 4h21'24" |
| 2    | Giuliano Figueras | Panaria      | s.t.     |
| 3    | Raffaele Illiano  | Colombia     | s.t.     |

| Pos. | Corridore         | Squadra   | Tempo     |
| ---- | ----------------- | --------- | --------- |
| 1    | Giuliano Figueras | Panaria   | 21h09'36" |
| 2    | Mirko Celestino   | Saeco     | a 1"      |
| 3    | Michele Scarponi  | Domina V. | s.t.      |

## Classifiche finali

### Classifica generale
| Pos. | Corridore            | Squadra           | Tempo     |
| ---- | -------------------- | ----------------- | --------- |
| 1    | Giuliano Figueras    | Ceramiche Panaria | 21h09'36" |
| 2    | Mirko Celestino      | Saeco             | a 1"      |
| 3    | Michele Scarponi     | Domina Vacanze    | s.t.      |
| 4    | Ruggero Marzoli      | Acqua & Sapone    | a 8"      |
| 5    | Leonardo Bertagnolli | Saeco             | a 11"     |
| 6    | Andrea Noè           | Alessio-Bianchi   | a 12"     |
| 7    | Kyrylo Pospyeyev     | Acqua & Sapone    | a 24"     |
| 8    | Franco Pellizotti    | Alessio-Bianchi   | a 29"     |
| 9    | Timothy Jones        | Domina Vacanze    | s.t.      |
| 10   | Luca Mazzanti        | Ceramiche Panaria | a 32"     |